# Lathrobium spadiceum
Lathrobium spadiceum – gatunek chrząszcza z rodziny kusakowatych i podrodziny żarlinków.
Gatunek ten został opisany w 1840 roku przez Ernsta Gustava Erichsona.
Chrząszcz o wydłużonym ciele długości od 8 do 9,2 mm, ubarwionym brunatnożółto. Głowę, przedplecze i pokrywy ma silnie punktowane i prawie matowe. Głowa jest duża, wyraźnie szersza od przedplecza, za oczami rozszerzona, o skroniach znacznie dłuższych od średnicy oka. Środkowe człony czułków są co najmniej dwukrotnie dłuższe niż szerokie. Szyja ma szerokość co najmniej 2/5 największej szerokości głowy. Przedplecze wyraźnie zwęża się ku tyłowi. Pokrywy są jednobarwne i ubarwione tak jak przedplecze. Tylna para skrzydeł jest co najwyżej szczątkowa. Odwłok samca ma czwarty sternit z podłużnym wgnieceniem, piąty sternit z podłużnym wgnieceniem i bardzo płytkim, łukowatym wycięciem na tylnym brzegu, a szósty sternit z tylnym brzegiem wyciętym trójkątnie.
Owad znany z wschodniej Francji, Belgii, Holandii, Niemiec, Szwajcarii, Austrii, Włoch, południowej Polski, Czech, Słowacji, Węgier, Bośni i Hercegowiny oraz Rumunii. Zamieszkuje pobrzeża rzek i strumieni w górach i pogórzach. Bytuje w norach wydr europejskich i karczowników ziemnowodnych, pod kamieniami i napływkami.